# Зервана
Зервана (пол. Zerwana) — село в Польщі, у гміні Міхаловіце Краківського повіту Малопольського воєводства.
Населення — 241 особа (2011).
У 1975-1998 роках село належало до Краківського воєводства.

## Демографія
Демографічна структура станом на 31 березня 2011 року:
|          | Загалом | Допрацездатний вік | Працездатний вік | Постпрацездатний вік |
| -------- | ------- | ------------------ | ---------------- | -------------------- |
| Чоловіки | 122     | 24                 | 88               | 10                   |
| Жінки    | 119     | 23                 | 77               | 19                   |
| Разом    | 241     | 47                 | 165              | 29                   |